# Maciej Wierzyński
Maciej Roman Wierzyński (ur. 3 kwietnia 1937 w Warszawie) – polski dziennikarz telewizyjny, publicysta.

## Życiorys
Syn Stanisława i wnuk Hieronima. 
W maju 1960 r. ukończył studia na Wydziale Geologii Uniwersytetu Warszawskiego. W latach 1960–1962 uczęszczał do dwuletniego Studium Dziennikarskiego.
Od grudnia 1961 r. do czerwca 1963 r. pracował w „Przeglądzie Kulturalnym”, od połowy 1963 r. do 1965 r. w „Polityce”, a następnie od 1965 r. do maja 1980 r. w „Kulturze”. Od maja 1980 r. zatrudniony był w Telewizji Polskiej, najpierw w redakcji sportowej TVP, a następnie w Studio 2. Po wydarzeniach z 13 grudnia 1981 r. (wprowadzenie stanu wojennego w Polsce) został zwolniony z Telewizji Polskiej. Następnie pracował jako taksówkarz oraz asystent korespondenta The Washington Post. 25 maja 1984 r. wyemigrował do Stanów Zjednoczonych, gdzie również był taksówkarzem. Początkowo został stypendystą Uniwersytetu Stanforda w Palo Alto (Kalifornia), a następnie w Penn State (Pennsylvania State University). Później przeniósł się do Chicago i powrócił do dziennikarstwa. Pisał artykuły do „Dziennika Związkowego” w Chicago, a w październiku 1987 r. założył pierwszy wielogodzinny, polskojęzyczny kanał Polvision w telewizji kablowej „Group W” w USA.
W grudniu 1989 r. powrócił do Polski (na ok. trzy lata) i został szefem pierwszego wschodnioeuropejskiego biura Radia Wolna Europa w Warszawie (przy ul. Ursynowskiej). Jesienią 1990 r. poprowadził wraz z Michałem Komarem telewizyjną debatę między Lechem Wałęsą a Stanisławem Tymińskim (wybory prezydenckie 1990 – „czarna teczka” Tymińskiego). Od 1992 r. do lata 2000 r. był szefem Polskiej Sekcji Głosu Ameryki w Waszyngtonie.
W sierpniu 2000 r. został redaktorem naczelnym nowojorskiego „Nowego Dziennika”. Zastąpił na tym stanowisku Bolesława Wierzbiańskiego, założyciela i długoletniego wydawcę gazety. Pełnił tę funkcję do 2004 r.
Od stycznia 2005 r. został zastępcą dyrektora ds. strategii w telewizji TVN24. Od 7 stycznia 2006 do 21 grudnia 2019 prowadził także magazyn Horyzont, w którym omawiał sprawy międzynarodowe.

## Ordery i wyróżnienia
W 1976 otrzymał Nagrodę indywidualną RSW „Prasa-Książka-Ruch” za rok 1975 (1976).
Postanowieniem z dnia 11 grudnia 2009 przez prezydenta Lecha Kaczyńskiego odznaczony został Krzyżem Oficerskim Orderu Odrodzenia Polski. Insygnia Orderu otrzymał w dniu 21 marca 2011 roku z rąk prezydenta Bronisława Komorowskiego.
13 listopada 2009 w uznaniu za popularyzację problematyki międzynarodowej w środkach masowego przekazu minister Radosław Sikorski nadał mu Odznakę Honorową „Bene Merito”.

## Twórczość
- Maciej Wierzyński, Spokój olimpijski, czyli Od Monachium do Montrealu, Iskry, Warszawa 1976
- Jan Mulak (słowo wstępne Maciej Wierzyński), W służbie sportu, Iskry, Warszawa 1978
- Jan Karski, Maciej Wierzyński, Emisariusz. Własnymi słowami, Wydawnictwo Naukowe PWN, Warszawa 2012